# Molten
Molten Corporation (株式会社モルテン Kabushiki-gaisha Moruten?) es una empresa japonesa que fabrica equipamiento para deportes y partes de automotores, su base se encuentra en Hiroshima, Japón.
Los balones de fútbol, baloncesto, voleibol y balonmano son regularmente usados para encuentros de competiciones  oficiales. Es de remarcar que es el balón oficial para todas las competiciones a nivel mundial de la FIBA, y de varias ligas importantes en América y Europa.
Molten fue el proveedor de la Euroliga hasta la temporada 2006-2007, pero el cuerpo directivo de la liga, ULEB, cambió desde entonces a Nike como proveedor.  Molten es así mismo el proveedor oficial de la Volleyball-USA y del campeonato de la NCAA.
Molten trabajó en conjunto Adidas en el desarrollo del Teamgeist,  y participó como fabricante del balón oficial para Adidas para la Copa Mundial de Fútbol de 2006. Es el balón oficial para la Europa League 2018–2019 reemplazando a Adidas. También es el balón oficial de la Asociación Mundial de Fútsal (AMF) para sus competiciones nacionales e internacionales.

## Historia
Fundada en 1958 con su Casa Matriz en Hiroshima, Japón, Molten es el mayor productor de balones grandes en el mundo y uno de los más importantes productos de equipamiento deportivo. Molten USA, Inc. se estableció en 1983 con el objetivo de brindar a este mercado sus productos de excelente calidad. 
Solo seis años después de su fundación, los balones Molten de baloncesto, voleibol y fútbol fueron los balones oficiales de los juegos olímpicos de Tokio. Desde ese entonces Molten ha sido el proveedor Oficial de los balones de baloncesto para los juegos Olímpicos de Los Ángeles 1984, Seúl 1988, Barcelona 1992, Atlanta 1996, Sídney 2000, Atenas 2004 y Beijing 2008. De igual manera los balones Molten han sido los balones oficiales de la Federación internacional de Baloncesto por los últimos 25 años.
Los balones Molten de voleibol han sido los balones oficiales de los equipos nacionales de los Estados Unidos desde 1997.

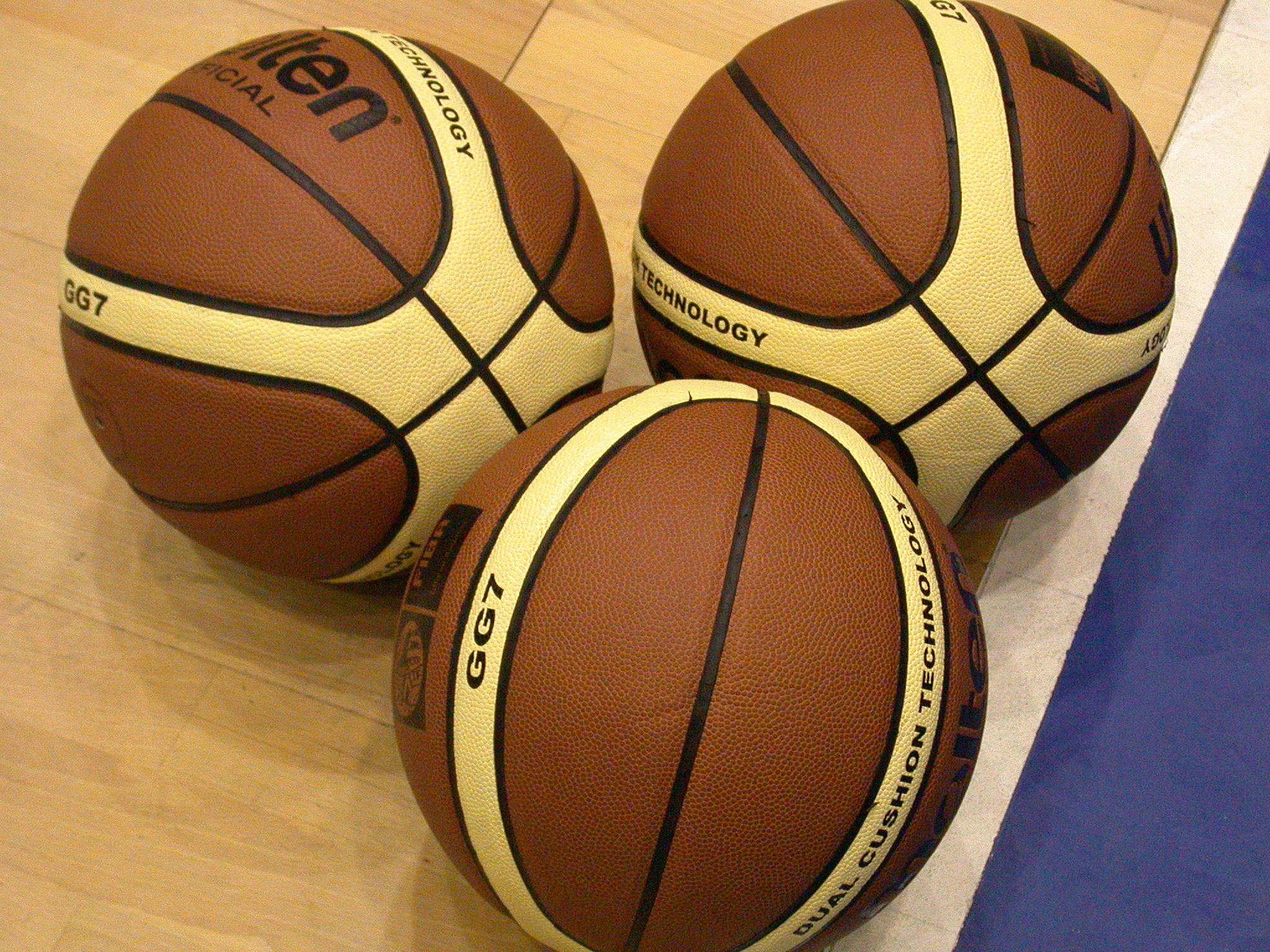
Balones de baloncesto de la FIBA

En España es Molten es la marca utilizada para todas competiciones de la Real Federación Española de Voleibol, model V5M5000 para competiciones Séniors y modelo V5M4000 para campeonatos de España en edad escolar por autonomías y Campeonatos de España infantiles, cadetes y juveniles por clubes. Algunas federaciones de comunidades autónomas también utilizan el modelo V5M4000 para sus competiciones oficiales a partir de infantil, y en categorías inferiores a infantil usan los balones adaptados a las categorías correspondientes. En la modalidad de playa hay comunidades autónomas que usan el último modelo de playa de Molten.

## En Argentina
La marca en Argentina esta gestionado por la empresa de artículos deportivos Ene-Eme Producciones que su oficina está ubicado en Buenos Aires en el barrio de Caballito por la calle Portugal al 590. Es el balón de baloncesto oficial de la Liga Nacional de Básquet y Torneo Federal de Básquetbol y de balonmano oficial de Liga Nacional de Handball.

## En Colombia
La marca en Colombia esta gestionado por la empresa de la tienda de accesorios deportivos Dismovel S.A. Ubicado en la Calle 15 # 22-07 en Cali Colombia